# Zoológico Municipal de Volta Redonda
O Zoológico Municipal de Volta Redonda, também conhecido como Horto Municipal, é um parque zoobotânico, e o único zoológico público - ou seja, que possui entrada gratuita - do interior do estado do Rio de Janeiro. Oficialmente nomeado "Parque Municipal da Criança", completou 30 anos em 2011.
Localizado no bairro Vila Santa Cecília, ele possui uma área verde de 150 mil metros quadrados, e conta com quatrocentos animais de cem espécies diferentes. É considerado um parque zoobotânico por conta de sua proximidade à Floresta da Cicuta, o que faz com que sua flora seja constituída de vegetação remanescente da Mata Atlântica, bem como por plantas e arbustos característicos desse bioma.
A área do zoológico foi adquirida pela prefeitura durante a década de 1970. Primeiramente, foi utilizada como Horto Florestal, e somente dez anos mais tarde por volta de 1981 foi transformado em Jardim Zoológico sob orientação do biólogo e ornitólogo Élio Gouvêa.
A partir de 2019 o Zoológico municipal passou por uma reforma geral que foi finalizada no meio de 2020, onde seu principal marco foi a construção do recinto de imersão, um lugar onde os visitantes podem ter um contato mais próximo com as aves.